# 수하물 컨베이어 벨트

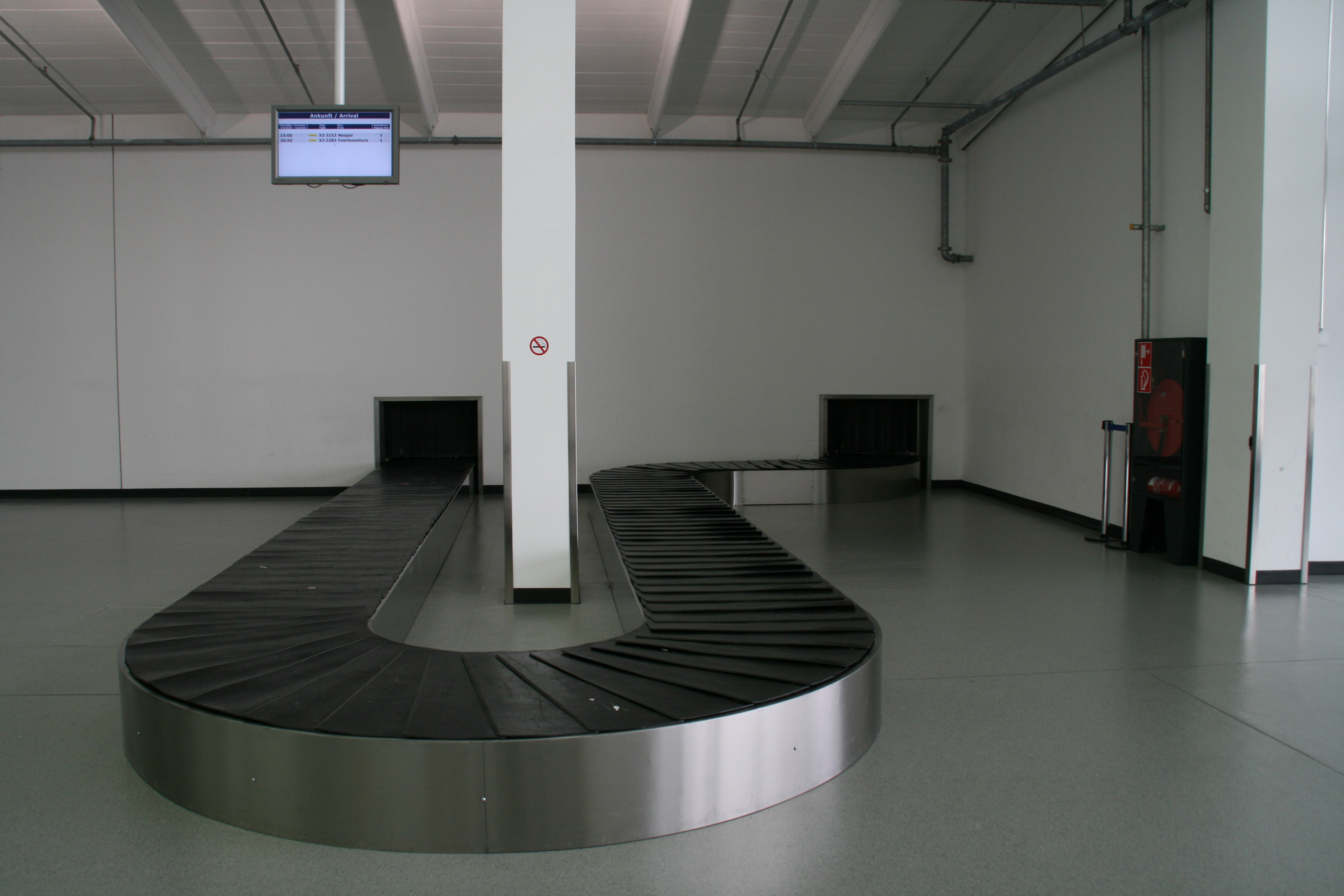
메밍겐 공항에 위치한 수하물 컨베이어 벨트의 모습

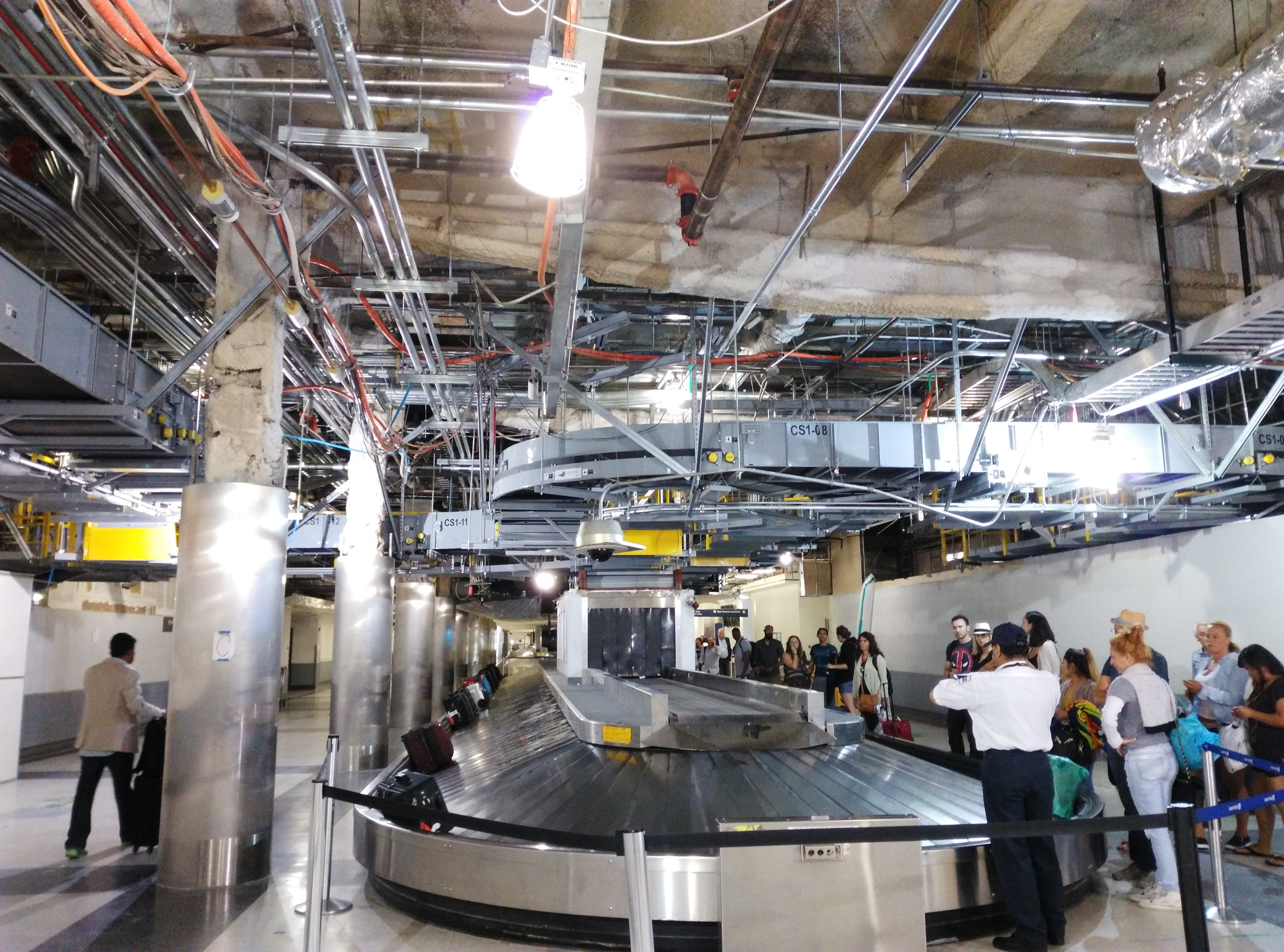
수리 중인 로스앤젤레스 국제공항의 수하물 컨베이어 벨트

수하물 컨베이어 벨트(手荷物 - , 영어: baggage carousel)는 일반적으로 공항에서 최종 목적지의 수하물 회수 구역에 있는 승객들에게 위탁 수하물을 전달하는 장치이다. 모든 공항에서 사용되지는 않으며 만약 컨베이어 벨트가 없는 공항은 일반적으로 짐을 바닥에 놓거나 벽의 구멍을 통해 짐을 운반한다.

## 예외
일반적으로 다음과 같은 유형의 위탁 수하물은 수하물 컨베이어 벨트에 위치하지 않는다.
- 골프 가방의 골프채
- 서프보드
- 휠체어
- 자전거
- 유모차
- 어린이용 카시트
- 스키

이러한 품목들은 다음과 같은 방법으로 이동된다.
- 특별 통로
- 고객 서비스 사무실에서 수령
- 특수 랙에 배치[2]

## 같이 보기
- 수하물
- 공항